# Фероглаукофан
Фероглаукофан (рос. ферроглаукофан; англ. ferroglaucophane; нім. Ferro-Glaucophan m) — назва кінцевого члена групи амфіболів.
Від феро… й назви мінералу глаукофану (A.Miyashiro, 1957).

## Опис
Хімічна формула:
- 1. За Є. К. Лазеренком: Na2Fe32+Al2[OHSi4O11]2 зі співвідношенням Mg/Mg+Fe2+ = 0-0,49.
- 2. За «Fleischer's Glossary» (2004): Na2(Fe, Mg)3Al2Si8O22(OH)2.

Сингонія моноклінна.